# Bakaran Kulon
Bakaran Kulon is een bestuurslaag in het regentschap Pati van de provincie Midden-Java, Indonesië. Bakaran Kulon telt 5925 inwoners (volkstelling 2010).